# Dirty John (televisieserie)
Dirty John is een Amerikaanse true crime dramaserie, gebaseerd op de gelijknamige podcast van Christopher Goffard die op 25 november 2018 uitgebracht werd op de Amerikaanse betaalzender Bravo en op 14 februari 2019 internationaal uitgebracht werd op Netflix. Voor het tweede seizoen, getiteld Dirty John: The Betty Broderick Story, verhuisde de serie van Bravo naar USA Network. Connie Britton werd voor haar acteerprestatie genomineerd voor een Golden Globe Award en een Critic's Choice Television Award.

## Verhaal
Het eerste seizoen vertelt het verhaal van de charismatische John Meehan die al snel het hart van Debra Newell verovert en met haar trouwt nauwelijks twee en een halve week na hun kennismaking. Langzaam komt Debra erachter dat hij een bedrieger is die voornamelijk uit is op geld. Ondanks de leugens blijft ze vaak geloven in het feit dat hij een goed mens is. 
Het tweede seizoen volgt het mislukken van Betty Brodericks huwelijk met haar jeugdliefde Dan Broderick en de verwoestende emotionele gevolgen voor Betty.

## Cast

### Seizoen 1 (2018-2019)
| Acteur         | Personage       |
| -------------- | --------------- |
| Connie Britton | Debra Newell    |
| Eric Bana      | John Meehan     |
| Juno Temple    | Veronica Newell |
| Julia Garner   | Terra Newell    |
| Jean Smart     | Arlane Hart     |
| Kevin Zegers   | Toby Sellers    |
| John Karna     | Jimmy           |

### Seizoen 2  (2020)
| Acteur           | Personage       |
| ---------------- | --------------- |
| Amanda Peet      | Betty Broderick |
| Christian Slater | Dan Broderick   |
| Rachel Keller    | Linda Kolkena   |
| Missi Pyle       | Karen Kintner   |
| Emily Bergl      | Marie Stewart   |